# Ruffey-lès-Echirey
Ruffey-lès-Echirey è un comune francese di 1 180 abitanti situato nel dipartimento della Côte-d'Or nella regione della Borgogna-Franca Contea.

## Società

### Evoluzione demografica
Abitanti censiti